# 疏毛长圆微孔草
疏毛长圆微孔草（学名：Microula oblongifolia var. glabrescens）为紫草科微孔草属长圆微孔草的变种，为中国的特有植物。分布于中国大陆的云南等地，生长于海拔3,400米至3,700米的地区，一般生长在山地林边或林中，目前尚未由人工引种栽培。